# Nabesna (Alaska)
Nabesna es un lugar designado por el censo ubicado en el Área censal de Valdez–Cordova en el estado estadounidense de Alaska. En el Censo de 2010 tenía una población de 5 habitantes y una densidad poblacional de 0,01 personas por km².

## Geografía
Nabesna se encuentra en las coordenadas 62°27′6″N 142°56′5″O / 62.45167, -142.93472. Según la Oficina del Censo de los Estados Unidos, Nabesna tiene una superficie total de 415.64 km², de la cual 414.19 km² corresponden a tierra firme y (0.35%) 1.45 km² es agua.

## Demografía
Según el censo de 2010, había 5 personas residiendo en Nabesna. La densidad de población era de 0,01 hab./km². De los 5 habitantes, Nabesna estaba compuesto por el 100% blancos, el 0% eran afroamericanos, el 0% eran amerindios, el 0% eran asiáticos, el 0% eran isleños del Pacífico, el 0% eran de otras razas y el 0% pertenecían a dos o más razas. Del total de la población el 340% eran hispanos o latinos de cualquier raza.